# 문경 봉암사 목조아미타여래좌상 및 복장유물
문경 봉암사 목조아미타여래좌상 및 복장유물(聞慶 鳳巖寺 木造阿彌陀如來坐像 및 腹藏遺物)은 대한민국 경상북도 문경시 봉암사에 있는 조선시대의 불상이다.  대한민국의 보물 제1748호로 지정되었다.

## 특징
봉암사 아미타여래좌상은 높이 51.5cm로 비교적 크기가 작은 편인데,복장에서 발견된 조성발원문을 통해 1586년(선조 19)에 나운(蘿雲)과 법정(法正) 두 화원에 의해 조성된 불상임을 알 수 있어 임진왜란 직전 16세기 후반의 불교조각과 조각승을 이해할 수 있는 중요한 작품이다.
머리에는 크고 날카롭게 뻗친 나발을 부착하였으며,나발 사이에는 큼직한 반달형의 중앙계주와 둥근형태의 정상계주를 나타내었다. 얼굴은 둥글고 통통하게 살이 잡혀 복스럽고 부드러운 이미 지를 보여준다. 어깨는 좁아 다소 왜소한 느낌이 드는 불신에는 불의를 이중으로 입었으며, 부드럽고 간결한 선으로 주름을 표현하였다. 이러한 양식적 특징은 제주 서산사 목조보살좌상(1534년)이나 경주 왕룡원 소조약사여래좌상(1579년)등 16세기에 조성된 불상들과 양식적으로 유사하다.
봉암사 목조아미타여래좌상은 보존상태가 양호하고 현존 작품이 많지 않은 16세기 후반의 기년 불상으로서 조성을 담당했던 나운(蘿雲)비구, 법정(法正)비구의 이름을 전하고 있으며, 조성배경으로 공회빈 윤씨(덕빈 윤씨)와 같은 왕실의 인물을 추정할 수 있는 점 등 조선시대 불교조각사 연구에 중요한 작품이다.

## 같이 보기
- 봉암사
- 서산사소장목조보살좌상및복장일괄 - 제주특별자치도 유형문화재 제20호

## 참고 자료
- 문경 봉암사 목조아미타여래좌상 및 복장유물 - 국가유산청 국가유산포털